# Ectomoptera nepicauda
Ectomoptera nepicauda är en insektsart som beskrevs av David R. Ragge 1980. Ectomoptera nepicauda ingår i släktet Ectomoptera och familjen vårtbitare. Inga underarter finns listade i Catalogue of Life.